# Carlos María Franzini
Carlos María Franzini (Buenos Aires, 6 de septiembre de 1951-Mendoza, 8 de diciembre de 2017) fue un arzobispo católico y profesor de teología argentino.

## Biografía

### Sacerdocio
Fue ordenado sacerdote el 13 de agosto de 1977 por el mons. Antonio María Aguirre en la Catedral de San Isidro Labrador y fue consagrado el 19 de junio de 2000 por el mons. Alcides Jorge Pedro Casaretto en la Catedral San Rafael de Rafaela.
Fue vicario cooperador de las parroquias Sagrado Corazón (Boulogne Sur Mer, 1978), Santa María Magdalena (Florida, 1979 a 1980) y de la catedral San Isidro Labrador (San Isidro, 1980 a 1983). También se desempeñó como capellán de la abadía Santa Escolástica (Victoria, 1983 a 1990), director espiritual del Seminario Mayor San Agustín (1985 a 1989) y profesor de Teología de esa casa desde 1983. Fue canciller de la curia eclesiástica de San Isidro de 1980 a 1990, y de 1989 a 1993, subsecretario ejecutivo de la Conferencia Episcopal Argentina. Desde 1994 dirigió la revista Pastores, y desde 1990 hasta 1997 ejerció el cargo de vicario general de la diócesis de San Isidro. 

## Episcopado

### Obispo de Rafaela
Fue proclamado obispo de Rafaela el 29 de abril de 2000 por el papa Juan Pablo II. 

### Arzobispo de Mendoza
Promovido a arzobispo de Mendoza por Benedicto XVI el 10 de noviembre de 2012.
Fue presidente de la Comisión de Vida Consagrada en la Conferencia Episcopal Argentina. En el Sínodo de los Obispos para la Nueva Evangelización, realizado en la Ciudad del Vaticano en 2012, participó como uno de los cuatro obispos argentinos que estuvieron en él.

### Fallecimiento
Falleció a los 66 años de edad debido a un paro cardíaco cuando se estaba recuperando de una operación por cáncer.